# Fujiwara no Korekimi
Fujiwara no Korekimi (藤原是公, [[[727]] - 789] Erro: {{japonês}}: texto da transliteração contém caractere não latino (pos 17) (ajuda), também conhecido como Fujiwara no Kuromaro e Ushiya daijin), foi um nobre que viveu no Período Nara da história do Japão.
Korekimi foi o segundo filho de Fujiwara no Otomaro e sobrinho de  Fujiwara no Nakamaro. Pertencia ao Ramo Nanke do Clã Fujiwara. 

## Carreira
Korekimi serviu os seguintes imperadores: Imperador Junnin (761 - 764), Imperatriz Shotoku (764 - 770), Imperador Konin (770 - 781), Imperador Kanmu (781 - 789).
Em 761, no reinado do Imperador Junnin, Korekimi foi promovido de Shō roku i jō (正六位上, Oficial sênior de sexto escalão) para Ju i no ge (従五位下, Oficial júnior de quinto escalão). Após seu tio Fujiwara no Nakamaro ter se  rebelado em 764, Korekimi serviu sucessivamente como Mamoru Harima (governador de Harima) e Mamoru Yamashiro (governador de Yamashiro).
Durante o reinado da Imperatriz Shotoku progrediu consideravelmente. Em 765 ele foi promovido a Ju go i jō (従五位上, Oficial sênior de quinto escalão) e foi nomeado Toku (督, chefe de divisão da guarda imperial), e mudou seu nome de Kuromaro para Korekimi. Em 766 ele foi promovido novamente para Ju shi-i no jō (従四位上, Oficial sênior de quarto escalão).
A ascensão de Korekimi continuou durante o reinado do Imperador Konin, ele foi promovido a Sho shi i ge (正四位下, Oficial de quarto escalão) em 773 e em 774 foi promovido a Sangi . Em 779 foi promovido a Ju san-mi (従三位, Oficial de terceiro escalão). Neste período, mantinha postos importantes na guarda imperial e no daijō-kan.  Korekimi também serviu o Príncipe Yamabe, (o futuro Imperador Kanmu), como Togu no Daibu (春宮大夫, mestre de alojamento do príncipe herdeiro).
Pouco depois da ascensão do Imperador Kanmu ao trono em 781, um grande número de funcionários importantes do reinado do Imperador Konin,  faleceram ou deixaram o cargo incluindo o Sadaijin Fujiwara no Uona, o Udaijin Ōnakatomi no Kiyomaro, o Dainagon Isonokami no Yakatsugu e o Udaijin Fujiwara no Tamaro. E mais uma vez Korekimi foi rapidamente promovido. Em 781 ele foi promovido a Sho san mi (正三位, Ministro de terceiro escalão) e nomeado Chūnagon, em 782 promovido a Dainagon, e em 783 a Udaijin, tornando-o o homem mais poderoso do Daijō-kan.
Korekimi veio a falecer em 789, aos 62 anos de idade.
| Precedido por Fujiwara no Tamaro | 19º Udaijin (783 - 789) | Sucedido por Fujiwara no Tsuginawa |